# Heart (Elisa)
Heart is het vijfde album van de Italiaanse singer-songwriter Elisa, uitgebracht in 2009.

## Achtergrondinformatie
Het album verscheen pas vier jaar nadat Elisa een volledig nieuw album (Pearl Days) had uitgegeven in 2005 (in die tijd werden er wel enkele compilaties uitgebracht). Het merendeel van de nummers is in het Engels geschreven, met alleen Anche se non trovi le parole en Ti vorrei sollevare, een duet met Giuliano Sangiorgi van de band Negramaro, in het Italiaans. Het nummer Forgiveness is een virtueel duet met Antony Hegarty (van Antony and the Johnsons): Elisa nam haar deel op in Italië, terwijl Hegarty zijn deel opnam in New York.

## Nummers
| Nr. | Titel                                          | Schrijver(s)                                                       | Duur |
| --- | ---------------------------------------------- | ------------------------------------------------------------------ | ---- |
| 1.  | Vortexes                                       | Elisa Toffoli • Andrea Rigonat                                     | 3:36 |
| 2.  | And All I Need                                 | Toffoli                                                            | 4:57 |
| 3.  | Anche se non trovi le parole                   | Toffoli • Rigonat                                                  | 4:04 |
| 4.  | This Knot                                      | Toffoli • Rigonat                                                  | 3:22 |
| 5.  | Mad World (Tears For Fears cover)              | Roland Orzabal                                                     | 5:15 |
| 6.  | Ti vorrei sollevare (feat. Giuliano Sangiorgi) | Toffoli                                                            | 4:27 |
| 7.  | Your Manifesto                                 | Toffoli                                                            | 3:18 |
| 8.  | The Big Dipper                                 | Toffoli                                                            | 4:02 |
| 9.  | Someone To Love                                | Toffoli                                                            | 3:32 |
| 10. | Poems By God                                   | Toffoli • Max Gelsi • Rigonat • Gianluca Ballarin • Andrea Fontana | 3:51 |
| 11. | Coincidences                                   | Toffoli • Fontana                                                  | 4:08 |
| 12. | Lisert                                         | Toffoli • Windy Wagner                                             | 3:37 |
| 13. | Forgiveness (feat. Antony Hegarty)             | Toffoli                                                            | 3:42 |
| 14. | Dot In The Universe                            | Toffoli • Wagner                                                   | 4:35 |

iTunes editie
| Nr. | Titel               | Schrijver(s) | Duur |
| --- | ------------------- | ------------ | ---- |
| 15. | Ti vorrei sollevare | Toffoli      | 4:27 |

## Muzikanten
- Zang: Elisa Toffoli
- Gitaar (akoestisch & elektrisch): Andrea Rigonat
- Basgitaar: Max Gelsi
- Piano: Simone Bertolotti
- Keyboard: Gianluca Ballarin, Simone Bertolotti, Elisa Toffoli
- Drumstel: Andrea Fontana
- Glockenspiel: Simone Bertolotti
- Strijkinstrumenten: EdoDea Ensemble

## Hitlijsten
Het album bereikte de eerste positie in de Italiaanse charts. Het werd drievoudig platina verklaard, met meer dan 210 000 verkochte exemplaren. Ti vorrei sollevare werd bovendien als single dubbel platina verklaard in Italië.
Singles
- Ti vorrei sollevare (2009) - #1 (Italië)
- Anche se non trovi le parole (2010)
- Someone To Love (2010)

## Videoclips
- Ti vorrei sollevare (2009) - Regisseur: Marco Ponti
- Anche se non trovi le parole (2010) - Regisseur: Paolo Caredda (eerste versie)
- Someone To Love (2010) - Regisseur: Marco Gentile